# Đ̣
Cette page contient des caractères spéciaux ou non latins. S’ils s’affichent mal (▯, ?, etc.), consultez la page d’aide Unicode.
Đ̣ (minuscule : đ̣), appelé d barré point souscrit, est un graphème utilisé dans la translittération ou transcription des langues sémitiques. Il s’agit de la lettre D barré diacritée d’un point souscrit.

## Utilisation
Dans la translittération ou transcription des langues berbères, le d barré point souscrit ‹ đ̣ › peut être utilisé pour représenter une consonne fricative dentale voisée emphatique (ou pharyngalisé) [ðˤ] (aussi parfois transcrite avec d macron souscrit et point souscrit ‹ ḏ̣ › ou ed souscrit ‹ ð̣ ›).

## Représentations informatiques
Le d barré point souscrit peut être représenté avec les caractères Unicode suivants :
- décomposé (latin étendu A, diacritiques) :

| formes    | représentations | chaînes de caractères | points de code | descriptions                                          |
| --------- | --------------- | --------------------- | -------------- | ----------------------------------------------------- |
| majuscule | Đ̣               | Đ◌̣                    | U+0110 U+0323  | lettre majuscule latine ed diacritique point souscrit |
| minuscule | đ̣               | đ◌̣                    | U+0111 U+0323  | lettre minuscule latine ed diacritique point souscrit |